# Acacia tephrodermis
Acacia tephrodermis är en ärtväxtart som beskrevs av John Patrick Micklethwait Brenan. Acacia tephrodermis ingår i släktet akacior, och familjen ärtväxter. Inga underarter finns listade i Catalogue of Life.